# ریر برد
رِیر برد (انگلیسی: Rare Bird) نام یک گروه پراگرسیو راک انگلیسی است که در سال ۱۹۶۹ میلادی در کشور انگلستان تشکیل شد، اما بیشتر موفقیتش در سایر کشورهای اروپایی بود. 
عمده شهرت آنان بخاطر ترانه مشهور «همدردی» است که در سال ۱۹۷۰ منتشر شد و بیش از ۱ میلیون نسخه در سرتاسر جهان فروش داشت.